# Picón (kommun)
Picón är en kommun i Spanien.   Den ligger i provinsen Provincia de Ciudad Real och regionen Kastilien-La Mancha, i den centrala delen av landet, 150 km söder om huvudstaden Madrid. Antalet invånare är 702.